# Qualificazioni al campionato europeo maschile under 21 di calcio 2011
Risultati delle Qualificazioni al campionato europeo di calcio Under-21 2011 iniziate nel marzo 2009.

## Sorteggio
Il sorteggio per le qualificazioni è avvenuto il 4 febbraio 2009. La composizione delle urne fu la seguente:
| Urna A                                                                                               | Urna B | Urna C | Urna D | Urna E |
| --- | --- | --- | --- | --- |
| - Spagna - Inghilterra - Italia - Germania - Serbia - Francia - Austria - Turchia - Israele - Russia | - Bielorussia - Rep. Ceca - Portogallo - Svezia - Finlandia - Galles - Svizzera - Ucraina - Romania - Croazia | - Paesi Bassi - Belgio - Scozia - Ungheria - Grecia - Norvegia - Moldavia - Armenia - Bulgaria - Irlanda del Nord | - Polonia - Lettonia - Slovacchia - Albania - Macedonia - Islanda - Slovenia - Irlanda - Bosnia ed Erzegovina - Montenegro | - Cipro - Georgia - Lituania - Kazakistan - Andorra - Fær Øer - Estonia - Malta - San Marino - Azerbaigian - Liechtenstein - Lussemburgo |

La Danimarca in quanto nazione ospitante è automaticamente qualificata per la fase finale. Le 52 federazioni rimanenti sono raggruppate in 10 gruppi (otto gruppi di 5 e 2 gruppi di 6). Le gare di qualificazione sono iniziate nel mese di marzo 2009. Le squadre vincitrici e le 4 migliori seconde si affronteranno nei play-off per determinare le 7 finaliste.
| Gruppo 1                                                     | Gruppo 2                                                     | Gruppo 3                                                          | Gruppo 4                                                     | Gruppo 5                                                         |
| ------------------------------------------------------------ | ------------------------------------------------------------ | ----------------------------------------------------------------- | ------------------------------------------------------------ | ---------------------------------------------------------------- |
| - Russia - Romania - Moldavia - Lettonia - Fær Øer - Andorra | - Turchia - Svizzera - Armenia - Irlanda - Georgia - Estonia | - Italia - Galles - Ungheria - Bosnia ed Erzegovina - Lussemburgo | - Spagna - Finlandia - Paesi Bassi - Polonia - Liechtenstein | - Germania - Rep. Ceca - Irlanda del Nord - Islanda - San Marino |

| Gruppo 6                                                | Gruppo 7                                           | Gruppo 8                                        | Gruppo 9                                                   | Gruppo 10                                                |
| ------------------------------------------------------- | -------------------------------------------------- | ----------------------------------------------- | ---------------------------------------------------------- | -------------------------------------------------------- |
| - Israele - Svezia - Bulgaria - Montenegro - Kazakistan | - Serbia - Croazia - Norvegia - Slovacchia - Cipro | - Francia - Ucraina - Belgio - Slovenia - Malta | - Inghilterra - Portogallo - Grecia - Macedonia - Lituania | - Austria - Bielorussia - Scozia - Albania - Azerbaigian |

## Gruppi

### Gruppo 1
| Squadra  | P.ti | G  | V | N | P | F  | S  | DR  |
| -------- | ---- | -- | - | - | - | -- | -- | --- |
| Romania  | 25   | 10 | 8 | 1 | 1 | 23 | 6  | +17 |
| Russia   | 22   | 10 | 7 | 1 | 2 | 22 | 6  | +16 |
| Moldavia | 14   | 10 | 4 | 2 | 4 | 9  | 13 | -4  |
| Lettonia | 13   | 10 | 4 | 1 | 5 | 16 | 15 | +1  |
| Fær Øer  | 11   | 10 | 3 | 2 | 5 | 8  | 16 | -8  |
| Andorra  | 1    | 10 | 0 | 1 | 9 | 3  | 25 | -22 |

### Gruppo 2
| Squadra  | P.ti | G  | V | N | P | F  | S  | DR |
| -------- | ---- | -- | - | - | - | -- | -- | -- |
| Svizzera | 20   | 10 | 6 | 2 | 2 | 15 | 8  | +7 |
| Turchia  | 16   | 10 | 5 | 1 | 4 | 13 | 11 | +2 |
| Georgia  | 15   | 10 | 4 | 3 | 3 | 12 | 9  | +3 |
| Armenia  | 13   | 10 | 4 | 1 | 5 | 18 | 19 | -1 |
| Estonia  | 12   | 10 | 3 | 3 | 4 | 9  | 16 | -7 |
| Irlanda  | 7    | 10 | 1 | 4 | 5 | 11 | 15 | -4 |

### Gruppo 3
| Squadra              | P.ti | G | V | N | P | F  | S  | DR  |
| -------------------- | ---- | - | - | - | - | -- | -- | --- |
| Italia               | 16   | 8 | 5 | 1 | 2 | 12 | 5  | +7  |
| Galles               | 16   | 8 | 5 | 1 | 2 | 15 | 6  | +9  |
| Ungheria             | 13   | 8 | 4 | 1 | 3 | 9  | 7  | +2  |
| Bosnia ed Erzegovina | 8    | 8 | 2 | 2 | 4 | 4  | 8  | -4  |
| Lussemburgo          | 4    | 8 | 1 | 1 | 6 | 2  | 16 | -14 |

### Gruppo 4
| Squadra       | P.ti | G | V | N | P | F  | S  | DR  |
| ------------- | ---- | - | - | - | - | -- | -- | --- |
| Paesi Bassi   | 21   | 8 | 7 | 0 | 1 | 19 | 5  | +14 |
| Spagna        | 19   | 8 | 6 | 1 | 1 | 15 | 5  | +10 |
| Finlandia     | 10   | 8 | 3 | 1 | 4 | 11 | 7  | +4  |
| Polonia       | 9    | 8 | 3 | 0 | 5 | 11 | 13 | -2  |
| Liechtenstein | 0    | 8 | 0 | 0 | 8 | 1  | 27 | -26 |

### Gruppo 5
| Squadra          | P.ti | G | V | N | P | F  | S  | DR  |
| ---------------- | ---- | - | - | - | - | -- | -- | --- |
| Rep. Ceca        | 22   | 8 | 7 | 1 | 0 | 25 | 4  | +21 |
| Islanda          | 16   | 8 | 5 | 1 | 2 | 29 | 11 | +18 |
| Germania         | 12   | 8 | 3 | 3 | 2 | 26 | 10 | +16 |
| Irlanda del Nord | 7    | 8 | 2 | 1 | 5 | 12 | 16 | -4  |
| San Marino       | 0    | 8 | 0 | 0 | 8 | 0  | 51 | -51 |

### Gruppo 6
| Squadra    | P.ti | G | V | N | P | F  | S  | DR  |
| ---------- | ---- | - | - | - | - | -- | -- | --- |
| Svezia     | 19   | 8 | 6 | 1 | 1 | 15 | 5  | +10 |
| Israele    | 16   | 8 | 5 | 1 | 2 | 18 | 8  | +10 |
| Montenegro | 13   | 8 | 4 | 1 | 3 | 9  | 11 | -2  |
| Kazakistan | 5    | 8 | 1 | 2 | 5 | 7  | 17 | -10 |
| Bulgaria   | 4    | 8 | 1 | 1 | 6 | 8  | 16 | -8  |

### Gruppo 7
| Squadra    | P.ti | G | V | N | P | F  | S  | DR |
| ---------- | ---- | - | - | - | - | -- | -- | -- |
| Croazia    | 17   | 8 | 5 | 2 | 1 | 17 | 10 | +7 |
| Slovacchia | 14   | 8 | 4 | 2 | 2 | 11 | 11 | 0  |
| Serbia     | 10   | 8 | 4 | 1 | 3 | 14 | 12 | +2 |
| Norvegia   | 7    | 8 | 2 | 1 | 5 | 14 | 18 | -4 |
| Cipro      | 6    | 8 | 2 | 0 | 6 | 8  | 13 | -5 |

### Gruppo 8
| Squadra  | P.ti | G | V | N | P | F  | S  | DR  |
| -------- | ---- | - | - | - | - | -- | -- | --- |
| Ucraina  | 16   | 8 | 4 | 4 | 0 | 13 | 5  | +8  |
| Belgio   | 15   | 8 | 4 | 3 | 1 | 8  | 5  | +3  |
| Francia  | 15   | 8 | 4 | 3 | 1 | 12 | 6  | +6  |
| Slovenia | 7    | 8 | 2 | 2 | 4 | 6  | 10 | -4  |
| Malta    | 0    | 8 | 0 | 0 | 8 | 0  | 13 | -13 |

### Gruppo 9
| Squadra     | P.ti | G | V | N | P | F  | S  | DR  |
| ----------- | ---- | - | - | - | - | -- | -- | --- |
| Grecia      | 19   | 8 | 6 | 1 | 1 | 13 | 7  | +6  |
| Inghilterra | 17   | 8 | 5 | 2 | 1 | 15 | 7  | +8  |
| Portogallo  | 13   | 8 | 4 | 1 | 3 | 12 | 8  | +4  |
| Lituania    | 5    | 8 | 1 | 2 | 5 | 3  | 11 | -8  |
| Macedonia   | 2    | 8 | 0 | 2 | 6 | 9  | 19 | -10 |

### Gruppo 10
| Squadra     | P.ti | G | V | N | P | F  | S  | DR  |
| ----------- | ---- | - | - | - | - | -- | -- | --- |
| Scozia      | 17   | 8 | 5 | 2 | 1 | 16 | 7  | +9  |
| Bielorussia | 17   | 8 | 5 | 2 | 1 | 16 | 11 | +5  |
| Austria     | 14   | 8 | 4 | 2 | 2 | 17 | 11 | +6  |
| Albania     | 4    | 8 | 1 | 1 | 6 | 11 | 20 | -9  |
| Azerbaigian | 4    | 8 | 1 | 1 | 6 | 8  | 19 | -11 |

### Classifica avulsa tra le seconde classificate
| Gr | Squadra     | P.ti | G | V | N | P | F  | S  | DR  |
| -- | ----------- | ---- | - | - | - | - | -- | -- | --- |
| 4  | Spagna      | 19   | 8 | 6 | 1 | 1 | 15 | 5  | +10 |
| 9  | Inghilterra | 17   | 8 | 5 | 2 | 1 | 15 | 7  | +8  |
| 10 | Bielorussia | 17   | 8 | 5 | 2 | 1 | 16 | 11 | +5  |
| 5  | Islanda     | 16   | 8 | 5 | 1 | 2 | 29 | 11 | +18 |
| 6  | Israele     | 16   | 8 | 5 | 1 | 2 | 18 | 8  | +10 |
| 3  | Galles      | 16   | 8 | 5 | 1 | 2 | 15 | 6  | +9  |
| 1  | Russia      | 16   | 8 | 5 | 1 | 2 | 14 | 6  | +8  |
| 8  | Belgio      | 15   | 8 | 4 | 3 | 1 | 8  | 5  | +3  |
| 7  | Slovacchia  | 14   | 8 | 4 | 2 | 2 | 11 | 11 | 0   |
| 2  | Turchia     | 10   | 8 | 3 | 1 | 4 | 9  | 11 | -2  |

## Play-off
L'andata dei play-off è stata giocata tra il 7 ottobre e il 9 ottobre 2010 mentre il ritorno l'11 ottobre e il 12 ottobre 2010.
| Squadra 1   | Totale      | Squadra 2   | Andata | Ritorno     |
| ----------- | ----------- | ----------- | ------ | ----------- |
| Inghilterra | 2 - 1       | Romania     | 2 - 1  | 0 - 0       |
| Paesi Bassi | 3 - 3 (gfc) | Ucraina     | 1 - 3  | 2 - 0       |
| Spagna      | 5 - 1       | Croazia     | 2 - 1  | 3 - 0       |
| Svizzera    | 5 - 2       | Svezia      | 4 - 1  | 1 - 1       |
| Islanda     | 4 - 2       | Scozia      | 2 - 1  | 2 - 1       |
| Rep. Ceca   | 5 - 0       | Grecia      | 3 - 0  | 2 - 0       |
| Italia      | 2 - 3       | Bielorussia | 2 - 0  | 0 - 3 (dts) |

### Andata
| Arbitro: | Vladislav Bezborodov |

|                                                 |           |            |
| Frei 2’ Hochstrasser 20’ Mehmedi 52’ Kasami 83’ | Marcatori | 50’ Molins |

| Arbitro: | Bas Nijhuis |

|                               |           |            |
| Guðmundsson 34’ Ormarsson 78’ | Marcatori | 19’ Murphy |

| Arbitro: | Stephan Studer |

|                                          |           |  |
| Vošahlík 2’ Pekhart 19’ (rig.) Kozák 77’ | Marcatori |  |

| Arbitro: | Michael Koukoulakis |

|                      |           |  |
| Destro 30’ Okaka 61’ | Marcatori |  |

| Arbitro: | Paolo Tagliavento |

|                            |           |          |
| Henderson 63’ Smalling 83’ | Marcatori | 71’ Hora |

| Arbitro: | Mark Clattenburg |

|             |           |                                       |
| de Jong 79’ | Marcatori | 2’ 7’ Kryvtsov 73’ (rig.) Konoplyanka |

| Arbitro: | István Vad |

|                         |           |             |
| Adrián 21’ San José 42’ | Marcatori | 22’ Školnik |

### Ritorno
| Arbitro: | Marijo Strahonja |

|               |           |                 |
| Bengtsson 15’ | Marcatori | 47’ Ben Khalifa |

| Arbitro: | Markus Strömbergsson |

|             |           |                    |
| Maguire 75’ | Marcatori | 74’ 80’ Sigurðsson |

| Botoșani 12 ottobre 2010, ore 13:30 CEST | Romania       | 0 – 0 referto | Inghilterra | Stadionul Municipal\| Arbitro: \| Fredy Fautrel \| |
| Arbitro:                                 | Fredy Fautrel |               |             |                                                    |

| Arbitro: | William Collum |

|  |           |                                               |
|  | Marcatori | 67’ Álvaro Domínguez 89’ Adrián 90+1’ Jeffrén |

| Arbitro: | Cüneyt Çakır |

|                              |           |  |
| Yurchenko 4’ 5’ Veretilo 96’ | Marcatori |  |

| Arbitro: | Svein Oddvar Moen |

|  |           |                       |
|  | Marcatori | 19’ Pekhart 79’ Kozák |

| Arbitro: | Robert Schörgenhofer |

|  |           |                       |
|  | Marcatori | 45’ Dost 57’ Goossens |

## Squadre qualificate
| Squadra     | Data            |
| ----------- | --------------- |
| Danimarca   | Paese ospitante |
| Svizzera    | 11 ottobre 2010 |
| Islanda     | 11 ottobre 2010 |
| Inghilterra | 12 ottobre 2010 |
| Spagna      | 12 ottobre 2010 |
| Rep. Ceca   | 12 ottobre 2010 |
| Bielorussia | 12 ottobre 2010 |
| Ucraina     | 12 ottobre 2010 |